# El Dorado (mythe)

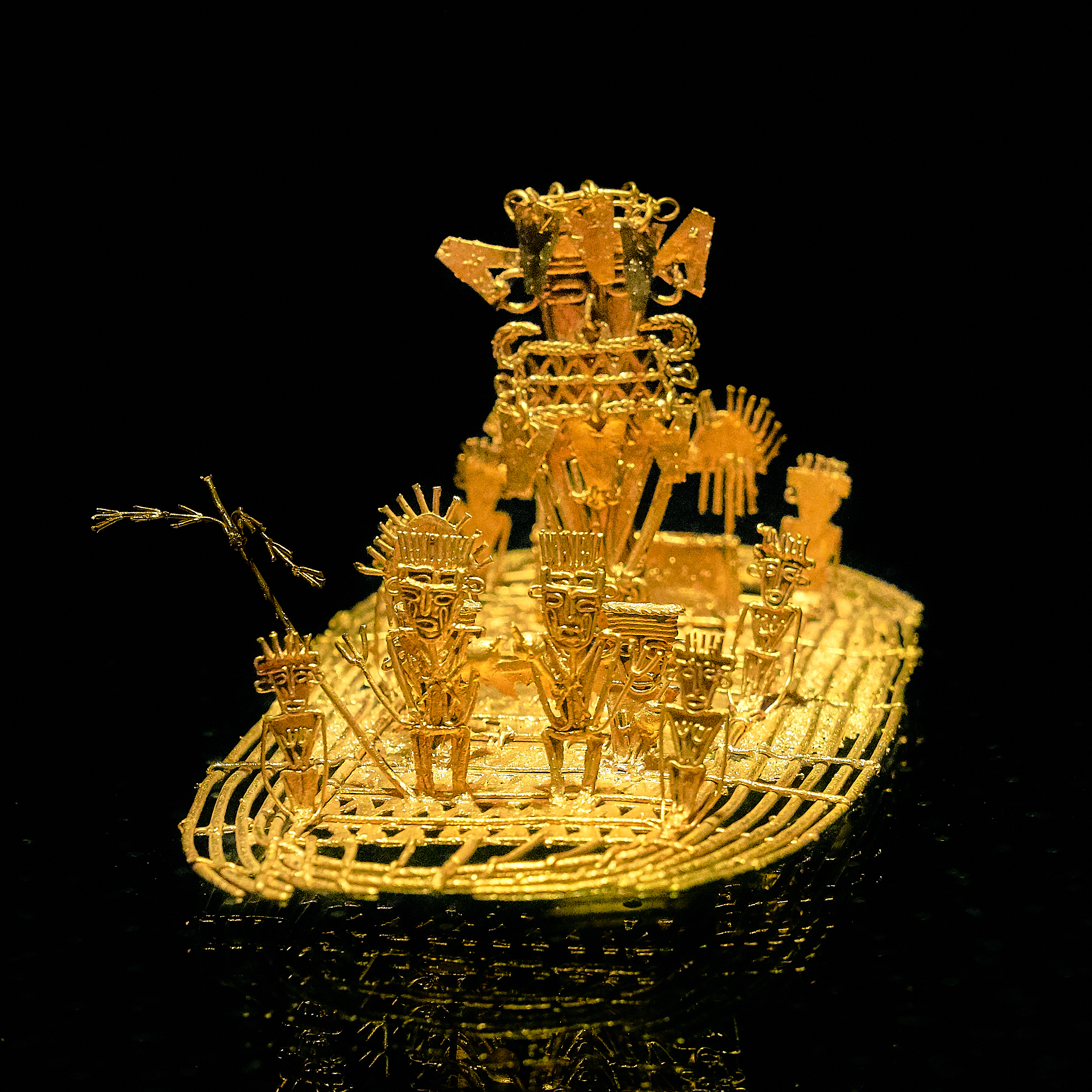
Het Muisca-vlot: een inwijdingsritueel van de Colombiaanse Muisca-indianen. De met goudpoeder gekleurde hoofdman op een vlot in het meer Guatavita, waarin hij goud en edelstenen wierp en zichzelf onderdompelde.

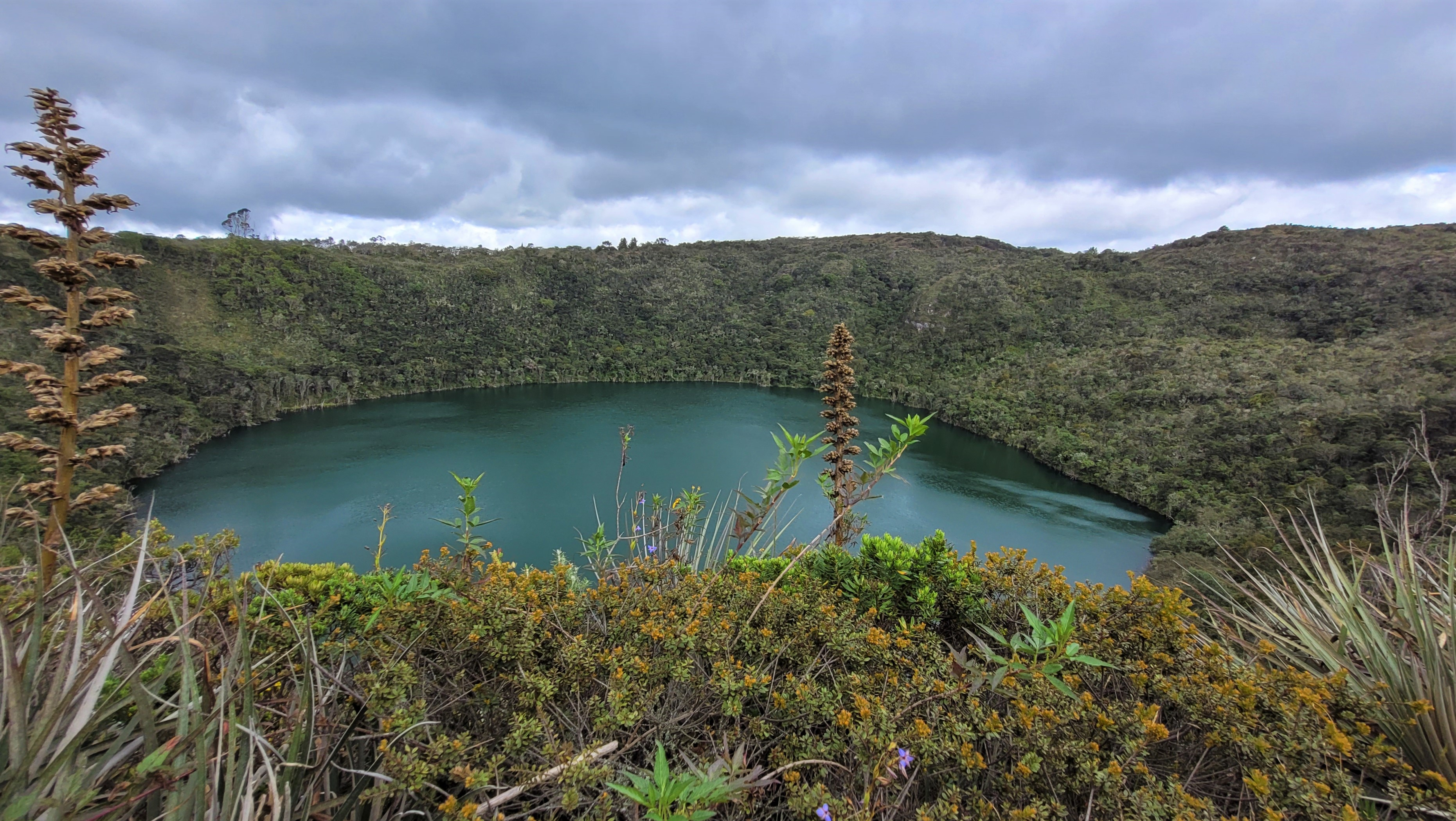
Het meer van Guatavita. In de loop der tijd werd het meer veelvuldig onderzocht, maar er werden relatief weinig schatten gevonden.

El Dorado (De Vergulde) is een mythisch goudland dat zou zijn gelegen in Zuid-Amerika. 
De Spaanse conquistadores vernamen in de 16e eeuw het verhaal van een indiaans hoofdman die bedekt met goud in een meer werd ingewijd: de Vergulde Man of El Dorado in het Spaans. Het nieuws verspreidde zich snel en er werden veel expedities op touw gezet, behalve door de Spanjaarden ook door de Nederlanders, Fransen, Duitsers en Engelsen. De mythe groeide uit tot een stad, een land, een koninkrijk van goud. Er werd tot diep in de 18e eeuw gezocht in Colombia, Venezuela, Brazilië, Suriname en Guyana, maar ondanks de vele geruchten over mogelijke locaties bleek El Dorado onvindbaar.

## Oorsprong van de legende
De originele legende concentreert zich in de regio in het hedendaags Colombia, waar conquistador Gonzalo Jiménez de Quesada het eerst de Muisca's vond in 1537, een indianengemeenschap levend waar nu het hedendaags Cundinamarca en de Boyaca-hooglanden gelegen zijn. El Dorado is niet de naam van een land, maar van een persoon, het hoofd van de Muisca's die werd ingewijd. Het inwijdingsritueel vond plaats bij het meer van Guatavita in Colombia.
De kroniekschrijver Juan Rodríguez Freyle beschreef in 1636 het ritueel: "Toen ontkleedden ze de erfgenaam en besmeerden hem met een plakkerige aarde en bestrooiden hem met goudpoeder, zodanig dat alles bedekt was met dit metaal. (...) De vergulde indiaan bracht zijn offer door al het goud dat hij aan zijn voeten had in het midden van de lagune te gooien (...) Aan deze ceremonie is die beroemde naam El Dorado ontleend, die zoveel levens heeft gekost."
De verhalen rondom het Muisca-inwijdingsritueel werden naar de stad Quito gebracht door Sebastián de Belalcázars mannen, de verhalen erover gingen als een lopend vuurtje rond met een mix van geruchten en eigen interpretatie. Daardoor ontstond de legende van El Dorado of El Rey Dorado, De Vergulde Koning. 
Het meer is in de loop der tijd veelvuldig onderzocht en men heeft het zelfs een keer gedeeltelijk leeg laten lopen, maar er werd relatief weinig goud of edelstenen gevonden. Sommige vondsten uit het meer bevinden zich in het British Museum.
De mythe groeide uit tot een stad, een land, een koninkrijk van goud. In navolging van deze legende trokken Francisco de Orellana en Gonzalo Pizarro op expeditie die desastreus verliep, wel werd de Amazone ontdekt en Orellana was de eerste die over land de monding van de Amazone bereikte.

## Expedities

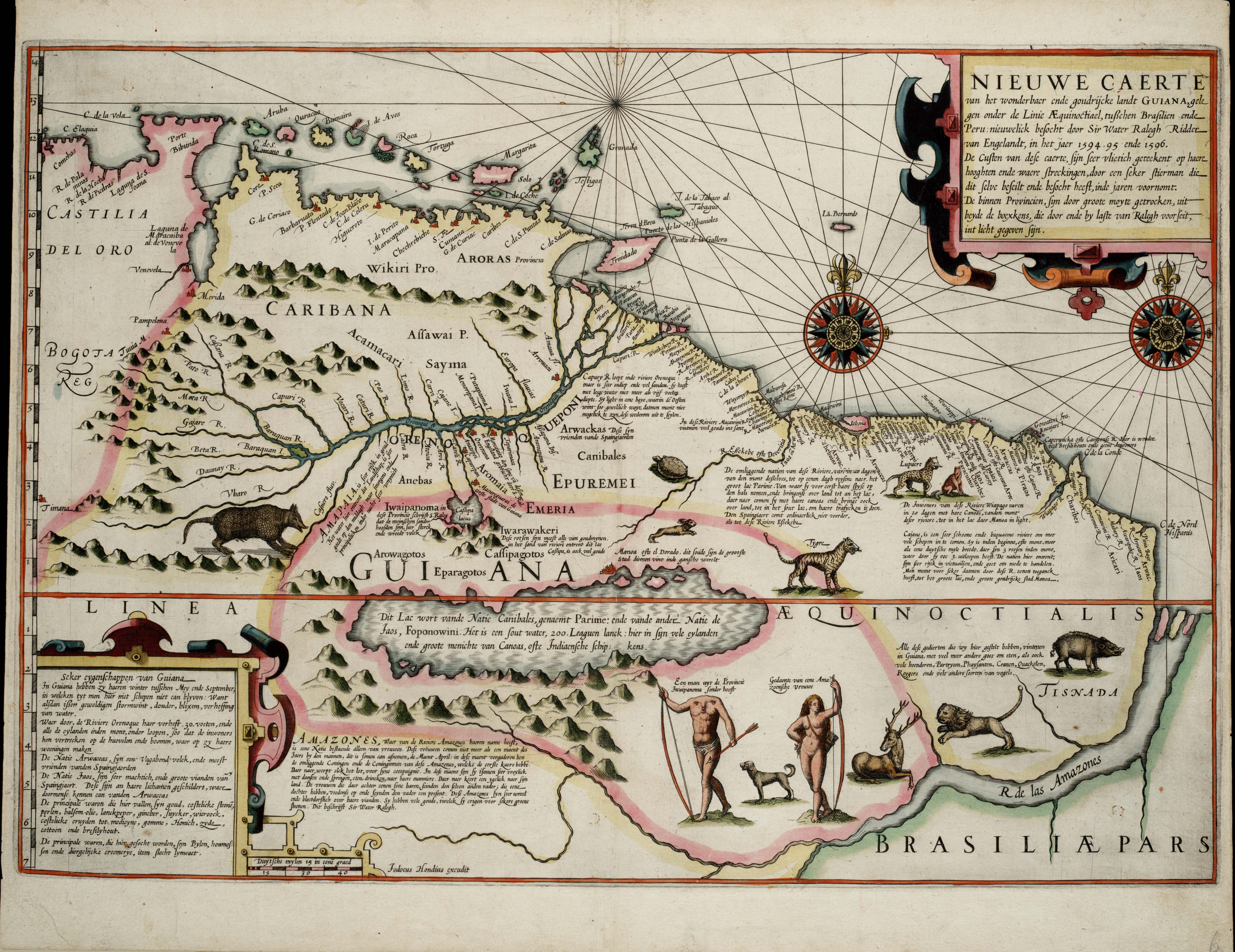
Kaart van de Guyana's uit de 16e eeuw waarop het meer Parima en de stad El Dorado staat aangeduid

Het concept van El Dorado onderging tientallen transformaties, maar de mythe werd vooral verbonden met een legendarische stad. Het resulteerde in een enthousiaste obsessie van Europese avonturiers die twee eeuwen lang op zoek gingen naar het vermeende El Dorado.
Walter Raleigh verhaalde in 1596 over een zekere Martínez, een luitenant van Diego de Ordás, die in 1531 door indianen naar de stad Manoa in het binnenland van Guyana zou zijn gebracht. Hij zou die stad El Dorado hebben genoemd.
In 1535/36 startten Sebastián de Belalcázar en Nikolaus Federmann gezamenlijk een expeditie naar El Dorado, maar vanwege belangrijkere zaken werd de speurtocht gestaakt. Federmann deed in 1537 een nieuwe poging, maar door problemen raakte hij niet ver.
In 1540 werd Gonzalo Pizarro, de jongere halfbroer van Francisco Pizarro, benoemd tot gouverneur van de provincie Quito in Noord-Ecuador. Kort nadat hij de leiding daar had, leerde hij van de inheemse bevolking het verhaal van een vallei gelegen in het westen, waar een overvloed aan kaneel en goud te vinden was. Hij bracht 340 soldaten en 4000 indianen bijeen in 1541, en leidde hen langs de Rio Coca en Rio Napo. Francisco de Orellana, een neef van Gonzalo, ging mee op deze expeditie. Gonzalo stopte echter met de reis omdat veel soldaten en indianen stierven door honger, ziektes en aanvallen van opstandige indianen. Hij gaf het bevel aan Orellana, die met een kleinere groep verder trok met de stroom mee en uitkwam bij de Atlantische Oceaan. Onderweg had hij de Amazone ontdekt (genoemd naar een stam van alleen maar vrouwen die Orellana's mannen aanvielen, tijdens hun reis).
Een andere expeditie was die van Philipp von Hutten (1541–1545), die een groep van diverse nationaliteiten leidde van Coro langs de kust van Venezuela. Gonzalo Jiménez de Quesada, een avonturier die zowat zijn hele leven zocht naar El Dorado en zijn zoektocht begon vanuit Bogotá, werd gekscherend De gouverneur van El Dorado genoemd (gesitueerd in 1569).
In 1560 vertrok er een expeditie vanuit Noordoost-Peru, onder leiding van Pedro de Ursua en Lope de Aguirre langs de Marañón (rivier). De twee werden tijdens de zoektocht naar El Dorado rivalen en De Aguirre wist met een meerderheid Ursua af te zetten en te laten ophangen. De expeditie leidde tot niks anders dan waanzin. Meer dan driekwart van de groep was overleden aan honger, uitdroging, onbekende ziektes en muiterij.
Walter Raleigh, die de zoektocht vervolgde in 1595, beschreef El Dorado als een stad gelegen aan het meer Parima, stroomopwaarts gelegen op de Orinoco in Guyana. Deze stad werd gemarkeerd op landkaarten totdat het tegendeel bewezen werd door Alexander von Humboldt gedurende zijn Latijns-Amerikaanse expeditie (1799–1804).

## In theosofie
Volgens de theosofie van Helena Blavatsky (1831-1891) zou El Dorado of 'de gouden stad van Manoah' een 'loge van adepten' in Zuid-Amerika zijn.

## In fictie
- In zijn roman Candide beschrijft Voltaire El Dorado als het overblijfsel van het Incarijk in Peru. Het zou een monotheïstisch land zijn, waar iedereen priester is. De inwoners van El Dorado vragen niets aan hun god, omdat ze alles al gekregen hebben. In plaats van te smeken danken ze hem de hele dag lang. Voltaire presenteert dit land als utopie, waar niemand ontevreden is en de armste sloeber rijker dan alle Europese koningen bij elkaar. Ook leven de mensen uit El Dorado langer dan anderen. De hoofdpersoon Candide bezoekt in El Dorado met zijn knecht Cacambo een wijze man die 172 zegt te zijn.
- In 1972 verscheen de film Aguirre, the Wrath of God van Werner Herzog. Leidraad in het verhaal is Lope de Aguirre die met zijn groep op zoek is naar El Dorado.
- In 1988 verscheen de Spaanstalige film El Dorado van Carlos Saura. Het verhaal lijkt op dat van Werner Herzog, al verloopt het wat minder wreed.
- The Road to El Dorado is een tekenfilm over de Stad van Goud in de Nieuwe Wereld door Dreamworks.
- In 2008 verscheen Indiana Jones and the Kingdom of the Crystal Skull die El Dorado ook wel Akator noemde.
- In het spel Uncharted: Drake's Fortune wordt door protagonist Nathan Drake gezocht naar El Dorado.
- In februari 2023 is het derde seizoen van Outer Banks uitgekomen waarin een groep vrienden op zoek gaat naar El Dorado.